# Jelšovce
Jelšovce jsou obec na Slovensku v okrese Nitra. V obci je římskokatolický kostel svaté Marie Magdaleny z roku 1322 s přístavbou z roku 1733.
Narodil se tu František Desset, slovenský herec.

## Partnerské obce
- Markvartice, Česko